# ماریا کانیلیا
ماریا کانیلیا (ایتالیایی: Maria Caniglia؛ ‏ ۵ مهٔ ۱۹۰۵ – ۱۶ آوریل ۱۹۷۹) خواننده سوپرانوی اپرا اهل ایتالیا بود.
از فیلم‌هایی که وی در آن نقش داشته‌است، می‌توان به توسکا اشاره کرد.